# Chinese Super League (2009)
Rozgrywki 2009 były 6. sezonem w historii profesjonalnej Super League. Tytułu mistrzowskiego broniło Shandong Luneng Taishan. Sezon toczył się systemem kołowym. Udział w nim wzięło czternaście najlepszych zespołów z poprzednich rozgrywek i dwie drużyny, które awansowały z China League One. Po sezonie z ligi spadły zespoły Chengdu Blades i Guangzhou Evergrande, które zostały zdegradowane za ustawienie meczu. Mistrzostwo zdobyła drużyna Beijing Guo’an.

## Zespoły
| Uczestnicy poprzedniej edycji                                                                                 | Uczestnicy poprzedniej edycji | Uczestnicy poprzedniej edycji | Uczestnicy poprzedniej edycji |
| --- | ----------------------------- | ----------------------------- | ----------------------------- |
| GUO | Beijing Guo’an                |                               |                               |
| YAT | Changchun Yatai               |                               |                               |
| GIN | Changsha Ginde                |                               |                               |
| BLA | Chengdu Blades                |                               |                               |
| DAL | Dalian Shide                  |                               |                               |
| GZE | Guangzhou Evergrande          |                               |                               |
| HGR | Hangzhou Greentown            |                               |                               |
| HEN | Henan Jianye                  |                               |                               |
| QIN | Qingdao Jonoon                |                               |                               |
| SBC | Shaanxi Baorong Chanba        |                               |                               |
| SLT | Shandong Luneng Taishan       |                               |                               |
| SSH | Shanghai Shenhua              |                               |                               |
| SHE | Shenzhen Ruby                 |                               |                               |
| TED | Tianjin Teda                  |                               |                               |
| Awans z China League One 2008                                                                                 |                               |                               |                               |
| CHL | Chongqing Lifan               |                               |                               |
| JIA | Jiangsu Suning                |                               |                               |
| Oznaczenia: - kolumna pierwsza – skróty nazw drużyn, - kolumna trzecia – miejsce zajęte w poprzednim sezonie. |                               |                               |                               |

## Tabela
| Lp. | Drużyna                   | M  | Z  | R  | P  | Bramki | Bramki | Różn. | Pkt | Uwagi                            | Bezpośrednio                                                                               |
| --- | ------------------------- | -- | -- | -- | -- | ------ | ------ | ----- | --- | -------------------------------- | ------------------------------------------------------------------------------------------ |
| 1   | Beijing Guo’an (M)        | 30 | 13 | 12 | 5  | 48     | 28     | +20   | 51  | Liga Mistrzów AFC • Faza grupowa |                                                                                            |
| 2   | Changchun Yatai           | 30 | 14 | 8  | 8  | 38     | 31     | +7    | 50  | Liga Mistrzów AFC • Faza grupowa |                                                                                            |
| 3   | Henan Jianye              | 30 | 13 | 9  | 8  | 35     | 26     | +9    | 48  | Liga Mistrzów AFC • Faza grupowa |                                                                                            |
| 4   | Shandong Luneng Taishan   | 30 | 11 | 12 | 7  | 35     | 30     | +5    | 45  | Liga Mistrzów AFC • Faza grupowa | Shandong: 9 pkt., 7-4 Shanghai: 7 pkt., 9-3 Tianjin: 1 pkt, 1-10                           |
| 5   | Shanghai Shenhua          | 30 | 12 | 9  | 9  | 39     | 29     | +10   | 45  |                                  | Shandong: 9 pkt., 7-4 Shanghai: 7 pkt., 9-3 Tianjin: 1 pkt, 1-10                           |
| 6   | Tianjin Teda              | 30 | 12 | 9  | 9  | 36     | 29     | +7    | 45  |                                  | Shandong: 9 pkt., 7-4 Shanghai: 7 pkt., 9-3 Tianjin: 1 pkt, 1-10                           |
| 7   | Chengdu Blades2 (S)       | 30 | 11 | 6  | 13 | 32     | 39     | −7    | 39  | Spadek do China League One       |                                                                                            |
| 8   | Dalian Shide              | 30 | 10 | 8  | 12 | 27     | 31     | −4    | 38  |                                  |                                                                                            |
| 9   | Guangzhou Evergrande2 (S) | 30 | 9  | 10 | 11 | 38     | 38     | 0     | 37  | Spadek do China League One       | Guangzhou: 10 pkt., 12-10 Jiangsu: 8 pkt., 6-7 Shenzhen: 8 pkt., 8-10 Shaanxi: 6 pkt., 9-8 |
| 10  | Jiangsu Suning            | 30 | 9  | 10 | 11 | 30     | 30     | 0     | 37  |                                  | Guangzhou: 10 pkt., 12-10 Jiangsu: 8 pkt., 6-7 Shenzhen: 8 pkt., 8-10 Shaanxi: 6 pkt., 9-8 |
| 11  | Shenzhen Ruby1            | 30 | 10 | 10 | 10 | 36     | 40     | −4    | 37  |                                  | Guangzhou: 10 pkt., 12-10 Jiangsu: 8 pkt., 6-7 Shenzhen: 8 pkt., 8-10 Shaanxi: 6 pkt., 9-8 |
| 12  | Shaanxi Baorong Chanba    | 30 | 9  | 10 | 11 | 26     | 24     | +2    | 37  |                                  | Guangzhou: 10 pkt., 12-10 Jiangsu: 8 pkt., 6-7 Shenzhen: 8 pkt., 8-10 Shaanxi: 6 pkt., 9-8 |
| 13  | Qingdao Jonoon            | 30 | 8  | 12 | 10 | 36     | 36     | 0     | 36  |                                  |                                                                                            |
| 14  | Changsha Ginde            | 30 | 6  | 15 | 9  | 23     | 31     | −8    | 33  |                                  |                                                                                            |
| 15  | Hangzhou Greentown        | 30 | 8  | 8  | 14 | 30     | 43     | −13   | 32  |                                  |                                                                                            |
| 16  | Chongqing Lifan           | 30 | 7  | 8  | 15 | 27     | 51     | −24   | 29  |                                  |                                                                                            |

## Stadiony
| Zespół                  | Stadion                             | Miasto    | Pojemność |
| ----------------------- | ----------------------------------- | --------- | --------- |
| Beijing Guo’an          | Stadion Robotniczy                  | Pekin     | 70 161    |
| Changchun Yatai         | Development Area Stadium            | Changchun | 25 000    |
| Changsha Ginde          | Stadion Yuexiushan                  | Kanton    | 35 000    |
| Chengdu Blades          | Chengdu Sports Centre               | Chengdu   | 25 000    |
| Chongqing Lifan         | Chongqing Olympic Sports Centre     | Chongqing | 58 680    |
| Dalian Shide            | Jinzhou Stadium                     | Dalian    | 30 776    |
| Guangzhou Evergrande    | Tianhe Stadium                      | Kanton    | 60 000    |
| Hangzhou Greentown      | Yellow Dragon Stadium               | Hangzhou  | 52 357    |
| Henan Jianye            | Zhengzhou Hanghai Stadium           | Zhengzhou | 30 000    |
| Jiangsu Suning          | Nanjing Olympic Sports Center       | Nankin    | 62 000    |
| Shaanxi Baorong Chanba  | Beijing Fengtai Stadium             | Pekin     | 31 043    |
| Qingdao Jonoon          | Qingdao Tiantai Stadium             | Qingdao   | 20 525    |
| Shandong Luneng Taishan | Jinan Olympic Sports Center Stadium | Jinan     | 60 000    |
| Shanghai Shenhua        | Yuanshen Sports Centre Stadium      | Szanghaj  | 20 000    |
| Shenzhen Ruby           | Stadion Shenzhen                    | Shenzhen  | 33 000    |
| Tianjin Teda            | Tianjin Olympic Center Stadium      | Tiencin   | 60 000    |

## Najlepsi strzelcy
| Poz. | Zawodnik           | Zespół                         | Bramki |
| ---- | ------------------ | ------------------------------ | ------ |
| 1    | Luis Ramírez       | Guangzhou Evergrande           | 17     |
| 1    | Hernán Barcos      | Shenzhen Ruby/Shanghai Shenhua | 17     |
| 3    | Valdo              | Hangzhou Greentown             | 13     |
| 4    | Qu Bo              | Qingdao Jonoon                 | 12     |
| 5    | Han Peng           | Shandong Luneng Taishan        | 11     |
| 6    | Xu Liang           | Guangzhou Evergrande           | 10     |
| 6    | Emmanuel Olisadebe | Henan Jianye                   | 10     |
| 6    | Johnny Woodly      | Chongqing Lifan                | 10     |